# Бурятський державний Республіканський театр ляльок «Ульгер»
Бурятський державний Республіканський театр ляльок «Ульгер» (рос. Бурятский государственный Республиканский театр кукол «Ульгэр», бур. Буряад Уласай Хγγхэлдэйн «Ульгэр» театр) — державний ляльковий театр у столиці Бурятії (Росія) місті Улан-Уде, професіональний репертуарний театр із понад 40-літньою історією.
Міститься у прилаштованому приміщенні (колишня будівля Бурятського драматичного театру) в центрі міста за адресою: вул. Леніна, буд. 46, м. Улан-Уде-670000 (Бурятія, Росія).
Спектаклі граються як російською, так і бурятською мовою, оскільки одним із поставлених перед театром завдань є залучення маленьких глядачів до традицій і культури бурятського народу.

## З історії театру
Бурятський державний Республіканський театр ляльок «Ульгер» був створений в 1967 році. Його першим директором став Ф. Гаврилов, а першим головним режисером — В. Ральчук.
На початку свого існування театр не мав власного будинку й вважався роз'їзним.
До середини 1970-х років була створена національна група акторів, які виконували спектаклі бурятською мовою. Велику роль у розвитку театру зіграв режисер Сергій Столяров, завдяки якому відбулося творче становлення цілого покоління акторів-лялькарів.
Лише 1983 року ляльковому театрові в Улан-Уде надали власне приміщення (колишнього драмтеатру).
У 1990 році в театр прийшли молоді випускники Східно-Сибірського інституту культури, а в 2003 році театральний колектив поповнився випускниками СПДАТМ.

## Репертуар, діяльність і відзнаки
Репертуар Бурятського державного Республіканського театру ляльок «Ульгер» включає твори зарубіжних і російських авторів, а також п'єси, створені бурятськими драматургами Ц. Бадмаєвим, Ц. Шагжіним, Ж. Зиміним, М. Батоіним.
Театр постійно проводить виїзні спектаклі, які відбуваються в школах і дитячих садах. На сцені театру ставляться не тільки лялькові, але й драматичні спектаклі.
Бурятський державний Республіканський театр ляльок «Ульгер» активно гастролює — по містах Сибіру, Уралу, Далекого Сходу Росії, а також у Києві (Україна), Москві та Монголії.
Театр є організатором Міжнародного фестивалю лялькових театрів «Шлях кочівника», який проводиться в рамках проекту «Байкальське кільце». Вистава «Небесний Аргамак», поставлена режисером Бадагаєвим, була відзначена преміями цього фестивалю відразу в декількох номінаціях.
Бурятський державний Республіканський театр ляльок «Ульгер» здобув звання лауреата вищої театральної нагороди Росії «Золота маска» на фіналі XII-го фестивалю в Москві. Ця нагорода була присвоєна театру «Ульгер» в номінації «Найкращий ляльковий театр». Премію фестивалю в номінації «Робота актора» одержав актор театру Жаргал Лодоєв.